# 大庭三左衛門
大庭 三左衛門（おおば さんざえもん）は、戦国時代から安土桃山時代にかけての武将。蘆名氏の家臣。主君・蘆名盛隆を殺害した人物として知られる。

## 生涯
須賀川にある諏訪神社の神主の子とされる。
はじめ、二本松義継に仕えたが、蘆名盛隆が二本松氏から三左衛門を譲り受けて自らの家来とした。佩刀の役番を担当し、盛隆から寵愛を受けたが、蘆名家中では嫌われていたという。
天正12年（1584年）9月18日、黒川城内で縁側に座って鷹に餌をやっていた主君・盛隆に対し、背後から突如斬りかかってこれを斬殺した。殺害後、三左衛門は逃走を図るが、盛隆の別の小姓に追いかけ回され、連絡を受けた盛隆の家臣・種橋大蔵によって殺害された。
この事件の影響は大きかった。伊達氏の記録に盛隆殺害について言及がある。佐竹義重は谷部下野守にこの事件のことを連絡し、国境線の警戒を緩めない旨を警告している。岩城常隆も大内定綱に宛てた書状で盛隆殺害事件について言及し、「盛隆が生きていたころと変わらないよう、尚以て弓矢を曳き詰めるべき」と念押ししている。

## 人物
美少年であったという。盛隆を殺害した動機について、男色関係のもつれだという俗説も伝わっている。
武勇も優れており、二本松義継に仕えていた頃に三左衛門は「一日で三度の働きをした」といわれるほどの武功をあげた。しかし、武勇を持つ三左衛門にしては簡単に殺され過ぎではないかと疑問を呈されている。また、種橋大蔵と斬り合ったかなど、その最期については詳らかになっていない。
二本松氏から譲られ盛隆の家臣となった時、三左衛門は13歳だったとされるが、この年齢について疑問が呈されている。